# (9904) Mauratombelli
(9904) Mauratombelli – planetoida z pasa głównego asteroid okrążająca Słońce w ciągu 4 lat i 190 dni w średniej odległości 2,73 j.a. Została odkryta 29 lipca 1997 roku w Pistoia Mountains Astronomical Observatory w San Marcello Pistoiese przez Andrea Boattiniego i Luciano Tesiego. Nazwa planetoidy pochodzi od Maury Tombelli, włoskiej astronom. Przed nadaniem nazwy planetoida nosiła oznaczenie tymczasowe (9904) 1997 OC1.